# Alete (figlio di Ippote)
Alete (in greco antico: Ἁλήτης?, Alḗtēs) è un personaggio della mitologia greca, figlio di Ippote e discendente di Eracle. Essendo nato durante le migrazioni, fu chiamato l'errante, che è il significato del suo nome.

## Mitologia
Secondo Pausania, era figlio di Ippote, figlio di Filante, figlio di Antioco, figlio di Eracle. Volendo conquistare Corinto, decise di consultare l'oracolo di Dodona. Questi gli assicurò la vittoria a patto che si verificassero due condizioni, la prima era l'attesa del giorno in cui qualcuno gli avesse donato una zolla di terra corinzia e l'altra doveva corrispondere al giorno in cui nella città fossero portate delle corone. 

Entrambe si verificarono, la prima quando per spregio invece di pane come aveva richiesto, ottenne una piccola zolla di terra da un corinzio e la seconda grazie alla figlia del re Creonte che si era innamorata di lui e gli apri le porte del palazzo per farlo entrare.
Divenne quindi re, espulse i discendenti di Sisifo trent'anni dopo la prima invasione del Peloponneso da parte degli Eraclidi e mosse guerra ad Atene, ma fu sconfitto dal re Codro.